# 塞伊特·恰布克

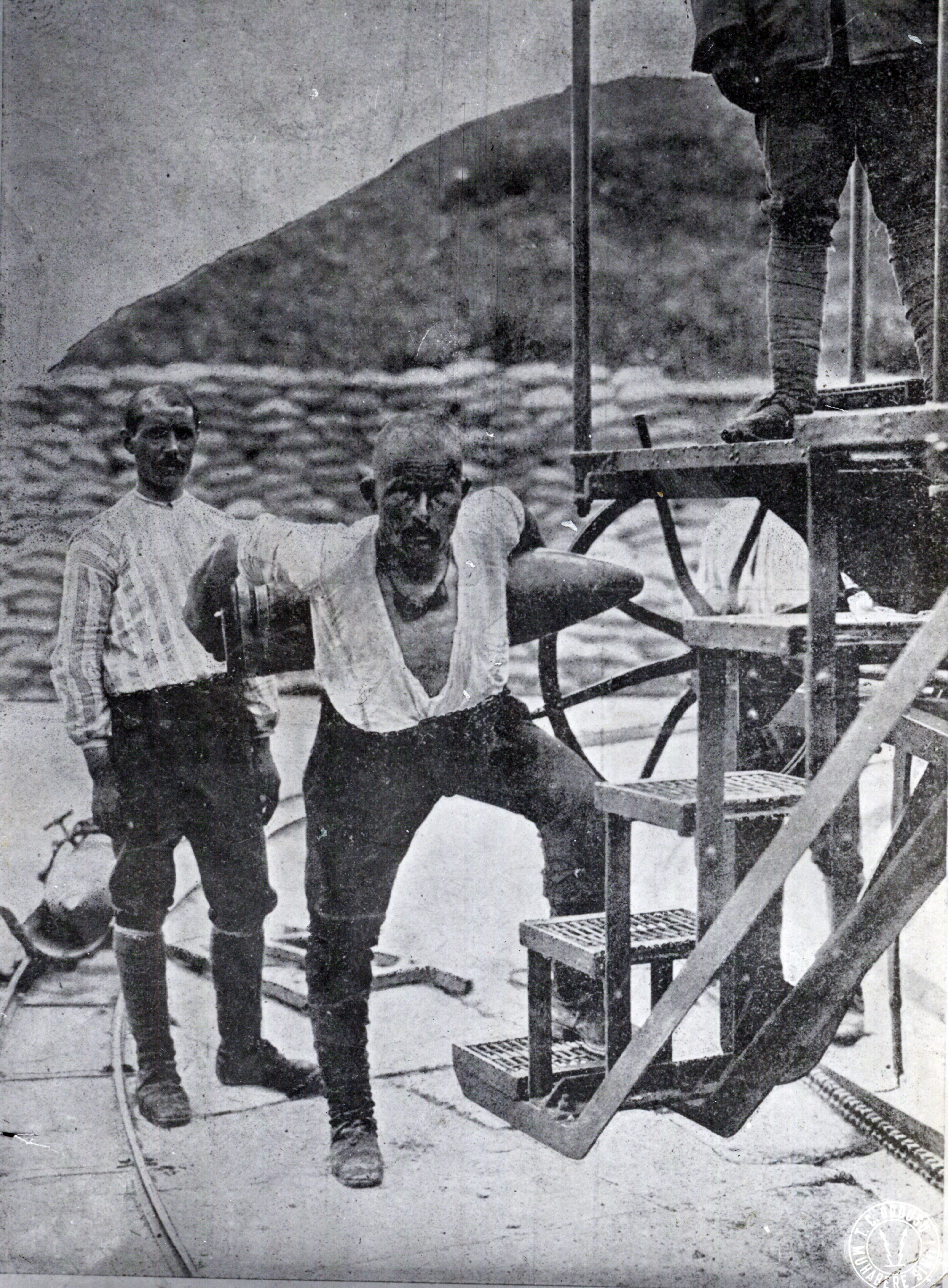
塞伊特·恰布克

塞伊特·阿里·恰布克（Seyit Ali Çabuk，1889年—1939年）是一战期间奥斯曼帝国军队里的一名炮手。就在协约国海军企图强行冲过达达尼尔海峡（加里波利戰役中的海軍行動）期间的1915年3月18日，塞伊特在战斗中徒手搬运了3发重型炮弹，一战成名。据说塞伊特凭一己之力将3枚重型炮弹（每发重276公斤）搬运至240毫米口径/35倍径的岸防炮前，确保其能继续向協約國海军舰队开火。当时英军前无畏舰“大洋”号（HMS Ocean）正在试图搭救已经在较早前触雷瘫痪的“不可抗拒”号（HMS Irresistible）上的水兵。塞伊特朝大洋号打了三发炮弹，前两发都未能对英舰造成较大伤害，但第三发炮弹击中了“大洋”号水线以下部分，导致舰体失控撞上了奥斯曼海军布雷舰“努斯雷特”（Nusret）号布设的水雷。没过多久，大洋号就倾覆了。
塞伊特于1918年退伍，当上了林务员，后来还当过矿工。1939年，他因肺炎逝世。1992年，人们在蓋利博盧半岛上的基利特巴希尔城堡稍往南的位置上立起了一座表现塞伊特搬着炮弹的姿态的塑像。